# Johan Velander
Johan Peter Velander, född 13 augusti 1848 i Karlshamn, död 15 augusti 1931 i Stockholm, var en svensk pedagog, läroboksförfattare och folkbildare.
Johan Velander var son till musikfanjunkaren Sven Johan Velander och Anna Katarina Hallberg. Han genomgick Karlshamns och Kristianstads läroverk 1859–1869 och blev 1869 student vid Lunds universitet. Han studerade vid Lunds och Köpenhamns universitet 1869–1875 och blev 1875 filosofie kandidat. Han medarbetade i Lunds veckoblad 1871–1875, var föreståndare för Södra Kalmar läns folkhögskola 1875–1886 och övergick 1886 till att ägna sig åt boktryckarkonsten. Han anställdes vid Berlingska boktryckeriet och stilgjuteriet i Lund och var disponent där 1886–1888. 1891 anställdes han vid riksdagens tryckeriexpedition, där han var chef 1910–1920. Han lade ned ett betydande på riksdagstryckens registrering och utarbetade översikter över ärendenas handläggning vid riksdagarna 1813–1817. Velander började 1891 föreläsa vid Stockholms arbetarförening och blev 1906 föreståndare för föreningens föreläsningsanstalt. Som sådan var han verksam till 1926. Velander framträdde även som författare till ett tiotal läroböcker i geografi och matematik. Han utgav bland annat flera omarbetade upplagor av Eduard Erslevs läroböcker i geografi samt Velanders räknebok för folkskolan (1-2, 1884–1887). 1897–1898 utgav Velander den illustrerade tidskriften Årets minnen.